# 酒、女、歌

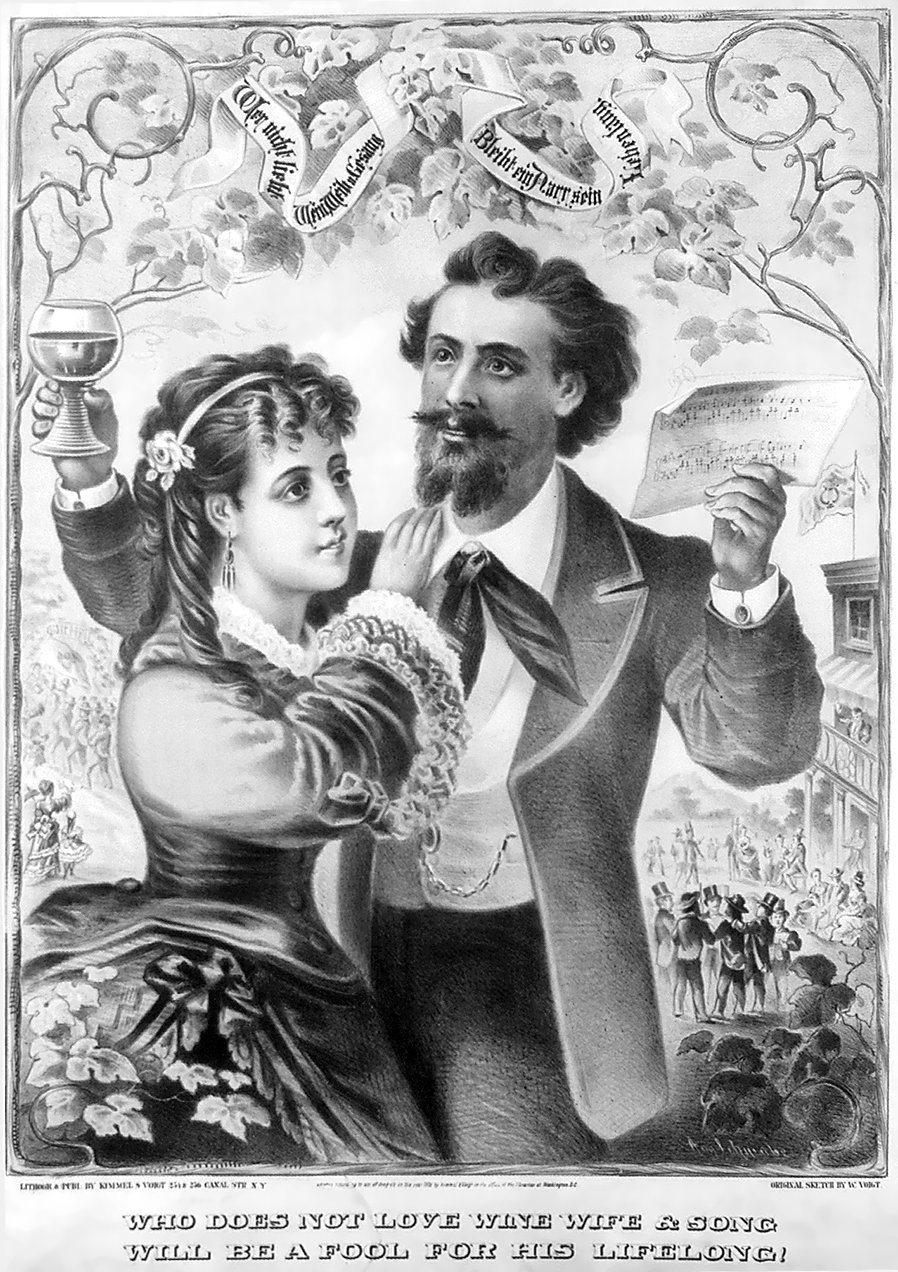
"酒と女と歌を愛さぬ者は、生涯馬鹿のままで終わる者だ！"

『酒、女、歌』（さけ、おんな、うた、ドイツ語: Wein, Weib und Gesang）作品333は、ヨハン・シュトラウス2世が作曲したウィンナ・ワルツ。作曲者の「十大ワルツ」にも数えられる作品であり、ブラームスとワーグナーが愛したとされる。

## 楽曲解説
「酒と女と歌を愛さぬ者は、生涯馬鹿で終わる」という有名な格言を基としてジョセフ・ベルが書いた詩に、ヨハン・シュトラウス2世が音楽をつけて完成した作品である。ウィーン男声合唱協会によって1869年2月2日の「仮装音楽会」で初演された。初演は大成功を収め、シュトラウス2世と妻のヘンリエッテ・チャルベツキーは巡礼者の仮装をしていたが、何度も歓呼に応えるために立ち上がってお辞儀をしなければならなかったという。
合唱版は「天にまします神様が、いきなりブドウの若枝を生えさせた」という歌詞から始まり、第1ワルツで「さあ注げ、それ注げ……フランケン・ワインをたっぷり注げよ、なければ愛しのオーストリア産」と歌いあげる。のちにオーケストラ版に改められ、3月16日にハンガリー王国の首都ペシュトでシュトラウス楽団によって披露された。
シュトラウス2世の作品の中では並はずれて長い導入部をもっており、長大な序奏が全体の半分近くを占める異色作であるが、実際は大部分をカットして序奏末尾のマーチ部分から演奏されることが多い。

第1ワルツ

## 岩倉使節団
岩倉使節団は1872年6月18日から翌日にかけてボストンのコンサートを鑑賞しているが、そのプログラムの中にヨハン・シュトラウス2世本人の指揮による『酒、女、歌』があった。